# 默莱
默莱（法語：Melay，法語發音：[məlɛ] ⓘ）是法国曼恩-卢瓦尔省的一个旧市镇，属于绍莱区。2013年1月1日，默莱与市镇舍米耶合并为市镇舍米耶-默莱。2015年12月15日，舍米耶-默莱和相邻的其它11个市镇合并为新市镇安茹地区舍米耶（Chemillé-en-Anjou），舍米耶-默莱为新市镇行政中心。

## 地理
默莱（47°10'57"N, 0°41'47"W）面积22.70 平方千米，位于法国卢瓦尔河地区大区曼恩-卢瓦尔省，该省份为法国西部内陆省份，大致对应安茹地区，北起顺时针与马耶讷省、萨尔特省、安德尔-卢瓦尔省、维埃纳省、德塞夫勒省、旺代省、大西洋卢瓦尔省和伊勒-维莱讷省接壤。
与默莱接壤的市镇（或旧市镇、城区）包括：科塞当茹、圣乔治德加尔德、拉图尔朗德里、舍米耶、维耶。
默莱的时区为UTC+01:00、UTC+02:00（夏令时）。

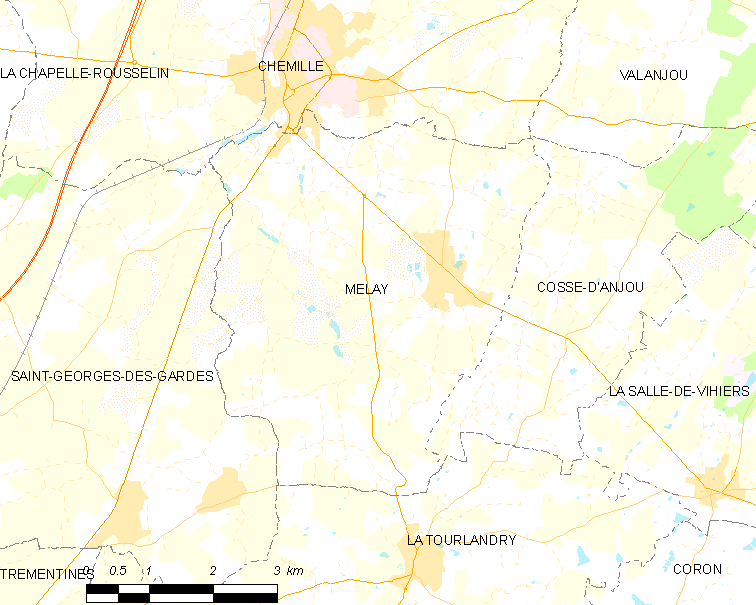
默莱的OSM定位图

## 行政
默莱的邮政编码为49120，INSEE市镇编码为49199。

## 人口

1962-2008年间默莱人口变化图示

默莱于2018年1月1日时的人口数量为1595人。